# Bernhard Niederberger
Bernhard Niederberger (ur. 29 września 1993 w Stans) – szwajcarski narciarz alpejski, trzykrotny medalista mistrzostw świata juniorów.

## Kariera
Po raz pierwszy na arenie międzynarodowej Bernhard Niederberger pojawił się 29 listopada 2008 roku podczas zawodów Citizen Race we francuskim Val Thorens. Zajął wtedy 23. miejsce w gigancie. W 2011 roku wystartował na mistrzostwach świata juniorów w Crans-Montana, gdzie jego najlepszym wynikiem było siedemnaste miejsce w supergigancie. Jeszcze trzykrotnie startował w zawodach tego cyklu, zdobywając trzy medale w rywalizacji drużynowej. Na mistrzostwach świata juniorów w Roccaraso w 2012 roku Szwajcarzy zajęli trzecie miejsce, a podczas mistrzostw świata juniorów w Quebecu w 2013 roku i rozgrywanych rok później mistrzostw świata juniorów w Jasnej zdobyli srebrne medale. Indywidualnie Niederberger najlepszy wynik osiągnął w 2013 roku, kiedy był piąty w zjeździe.
W Pucharze Świata zadebiutował 13 stycznia 2013 roku w Adelboden, gdzie nie ukończył pierwszego przejazdu w slalomie. Pierwsze pucharowe punkty wywalczył 6 stycznia 2015 roku w Zagrzebiu, zajmując 21. pozycję w tej samej konkurencji. W klasyfikacji generalnej sezonie 2015/2015 zajął ostatecznie 134. miejsce. Nie startował na mistrzostwach świata ani igrzyskach olimpijskich.

## Osiągnięcia

### Mistrzostwa świata juniorów
| Miejsce | Dzień       | Rok  | Miejscowość   | Konkurencja     | Czas biegu  | Strata  | Zwycięzca                |
| ------- | ----------- | ---- | ------------- | --------------- | ----------- | ------- | ------------------------ |
| 40.     | 30 stycznia | 2011 | Crans-Montana | Gigant          | 2:19,62 min | +7,97 s | Alexis Pinturault        |
| DNF1    | 31 stycznia | 2011 | Crans-Montana | Slalom          | 1:28,54 min | -       | Reto Schmidiger          |
| 29.     | 3 lutego    | 2011 | Crans-Montana | Zjazd           | 1:37,34 min | +2,53 s | Boštjan Kline            |
| 17.     | 4 lutego    | 2011 | Crans-Montana | Supergigant     | 1:22,44 min | +2,03 s | Boštjan Kline            |
| 22.     | 2 marca     | 2012 | Roccaraso     | Zjazd           | 1:11,99 min | +2,12 s | Ryan Cochran-Siegle      |
| 21.     | 3 marca     | 2012 | Roccaraso     | Supergigant     | 1:02,73 min | +1,55 s | Ralph Weber              |
| 3.      | 5 marca     | 2012 | Roccaraso     | Drużynowo       | ?           | ?       | Słowenia                 |
| 17.     | 7 marca     | 2012 | Roccaraso     | Gigant          | 2:39,50 min | +1,83 s | Henrik Kristoffersen     |
| DNF1    | 9 marca     | 2012 | Roccaraso     | Slalom          | 1:38,44 min | -       | Santeri Paloniemi        |
| 5.      | 22 lutego   | 2013 | Québec        | Zjazd           | 1:30,95 min | +1,28 s | Nils Mani                |
| 2.      | 23 lutego   | 2013 | Québec        | Drużynowo       | ?           | ?       | Szwecja                  |
| 19.     | 24 lutego   | 2013 | Québec        | Supergigant     | 58,49 s     | +1,39 s | Thomas Mayrpeter         |
| 22.     | 25 lutego   | 2013 | Québec        | Gigant          | 2:20,75 min | +3,66 s | Aleksander Aamodt Kilde  |
| DNF1    | 26 lutego   | 2013 | Québec        | Slalom          | 1:59,40 min | -       | Manuel Feller            |
| 13.     | 26 lutego   | 2014 | Jasná         | Superkombinacja | 2:21,69 min | +1,21 s | Matteo De Vettori        |
| 23.     | 26 lutego   | 2014 | Jasná         | Supergigant     | 1:30,63 min | +1,89 s | Marco Schwarz            |
| 2.      | 2 marca     | 2014 | Jasná         | Drużynowo       | ?           | ?       | Szwecja                  |
| 38.     | 2 marca     | 2014 | Jasná         | Zjazd           | 1:17,31 min | +1,66 s | Adrian Smiseth Sejersted |
| DNF1    | 5 marca     | 2014 | Jasná         | Slalom          | 1:37,21 min | -       | Henrik Kristoffersen     |

### Puchar Świata

#### Miejsca w klasyfikacji generalnej
- sezon 2014/2015: 134.
- sezon 2015/2016:

#### Miejsca na podium w zawodach
Jak dotąd Niederberger nie stał na podium zawodów Pucharu Świata.